# Primetime Emmy Award voor beste vrouwelijke bijrol in een komedieserie
De Primetime Emmy Award voor beste vrouwelijke bijrol in een komedieserie (Engels: Primetime Emmy Award for Outstanding Supporting Actress in a Comedy Series) is een televisieprijs die sinds 1954 elk jaar wordt uitgereikt door de Academy of Television Arts & Sciences. Vanaf 1970 is de prijs enkel voor een vrouwelijke bijrol in een komedieserie, daarvoor maakten actrice ook kans op de prijs als in een miniserie, televisiefilm speelden of enkel een gastoptreden maakten. Ook was er in de begindagen geen onderscheid tussen komedie- of dramaseries, behalve in 1959 en van 1966 tot 1968. In 1962, 1963, 1964 en 1969 ging de prijs naar een actrice uit een dramaserie, de andere jaren won telkens een actrice uit een komedieserie.

## Winnaars en genomineerden
De winnaars staan bovenaan in vette letters op een gele achtergrond. De overige actrices die werden genomineerd staan eronder vermeld in alfabetische volgorde.
| Legende | Betekenis                                                                           |
| ------- | ----------------------------------------------------------------------------------- |
|         | Winnende actrice                                                                    |
| #       | Prijs voor een rol in een miniserie of televisiefilm voordat die categorie bestond. |
| §       | Prijs voor een gastrol in een jaar dat deze categorie niet apart bestond.           |

### 1954-1959
| Jaar              | Actrice            | Rol                                    | Serie     | Zender |
| ----------------- | ------------------ | -------------------------------------- | --------- | ------ |
| 1954 (6e)         |                    |                                        |           |        |
| Vivian Vance      | Ethel Mertz        | I Love Lucy                            | CBS       |        |
| Bea Benaderet     | Blanche Morton     | The George Burns and Gracie Allen Show | CBS       |        |
| Ruth Gilbert      | Max                | The Milton Berle Show                  | NBC       |        |
| Marion Lorne      | Mrs. Gurney        | Mister Peepers                         | NBC       |        |
| Audrey Meadows    | Alice Kramden      | The Jackie Gleason Show                | CBS       |        |
| 1955 (7e)         |                    |                                        |           |        |
| Audrey Meadows    | Alice Kramden      | The Jackie Gleason Show                | CBS       |        |
| Bea Benaderet     | Blanche Morton     | The George Burns and Gracie Allen Show | CBS       |        |
| Jean Hagen        | Margaret Williams  | Make Room for Daddy                    | ABC       |        |
| Marion Lorne      | Mrs. Gurney        | Mister Peepers                         | NBC       |        |
| Vivian Vance      | Ethel Mertz        | I Love Lucy                            | CBS       |        |
| 1956 (8e)         |                    |                                        |           |        |
| Nanette Fabray    | Diverse personages | Caesar's Hour                          | NBC       |        |
| Ann B. Davis      | Charmaine Schultz  | The Bob Cummings Show                  | CBS       |        |
| Jean Hagen        | Margaret Williams  | Make Room for Daddy                    | ABC       |        |
| Audrey Meadows    | Alice Kramden      | The Honeymooners                       | CBS       |        |
| Thelma Ritter #   | Aggie Hurley       | The Catered Affair                     | NBC       |        |
| 1957 (9e)         |                    |                                        |           |        |
| Pat Carroll       | Diverse personages | Caesar's Hour                          | NBC       |        |
| Ann B. Davis      | Charmaine Schultz  | The Bob Cummings Show                  | CBS       |        |
| Audrey Meadows    | Alice Kramden      | The Jackie Gleason Show                | CBS       |        |
| Mildred Natwick # | Madame Arcati      | Blithe Spirit                          | CBS       |        |
| Vivian Vance      | Ethel Mertz        | I Love Lucy                            | CBS       |        |
| 1958 (10e)        |                    |                                        |           |        |
| Ann B. Davis      | Charmaine Schultz  | The Bob Cummings Show                  | CBS / NBC |        |
| Pat Carroll       | Diverse personages | Caesar's Hour                          | NBC       |        |
| Marion Lorne      | Myrtle Banford     | Sally                                  | NBC       |        |
| Verna Felton      | Hilda Crocker      | December Bride                         | CBS       |        |
| Vivian Vance      | Ethel Mertz        | I Love Lucy                            | CBS       |        |
| 1959 (11e)        |                    |                                        |           |        |
| Ann B. Davis      | Charmaine Schultz  | The Bob Cummings Show                  | NBC       |        |
| Rosemary DeCamp   | Margaret MacDonald | The Bob Cummings Show                  | NBC       |        |
| Elinor Donahue    | Betty              | Father Knows Best                      | CBS / NBC |        |
| Verna Felton      | Hilda Crocker      | December Bride                         | CBS       |        |
| Kathleen Nolan    | Kate McCoy         | The Real McCoys                        | ABC       |        |
| Zasu Pitts        | Susanna Pomeroy    | The Gale Storm Show                    | CBS       |        |

### 1960-1969
| Jaar               | Actrice               | Rol                         | Serie      | Zender     |
| ------------------ | --------------------- | --------------------------- | ---------- | ---------- |
| 1960 (12e)         | Geen prijs            | Geen prijs                  | Geen prijs | Geen prijs |
| 1961 (13e)         |                       |                             |            |            |
| Don Knotts         | Barney Fife           | The Andy Griffith Show      | CBS        |            |
| Abby Dalton        | Lt. Martha Hale       | Hennesey                    | CBS        |            |
| Barbara Hale       | Della Street          | Perry Mason                 | CBS        |            |
| 1962 (14e)         |                       |                             |            |            |
| Pamela Brown #     | Hertogin van Kent     | Victoria Regina             | NBC        |            |
| Jeanne Cooper §    | Anna Medalle          | Ben Casey                   | ABC        |            |
| Colleen Dewhurst # | Gertrude Hart         | Focus                       | NBC        |            |
| Joan Hackett §     | Ellen Parker          | Ben Casey                   | ABC        |            |
| Mary Wickes        | Maxfield              | The Gertrude Berg Show      | CBS        |            |
| 1963 (15e)         |                       |                             |            |            |
| Glenda Farrell §   | Martha Morrison       | Ben Casey                   | ABC        |            |
| Davey Davison §    | Laura Hunter          | The Eleventh Hour           | NBC        |            |
| Nancy Malone       | Libby Kingston        | Naked City                  | ABC        |            |
| Rose Marie         | Sally Rogers          | The Dick Van Dyke Show      | CBS        |            |
| Kate Reid #        | Koningin Victoria     | The Invincible Mr. Disraeli | NBC        |            |
| 1964 (16e)         |                       |                             |            |            |
| Ruth White #       | Shelagh Mangan        | Little Moon of Alban        | NBC        |            |
| Martine Bartlett § | Miranda Ledoux Porter | Arrest and Trial            | ABC        |            |
| Anjanette Comer §  | Annabelle Selinsky    | Arrest and Trial            | ABC        |            |
| Rose Marie         | Sally Rogers          | The Dick Van Dyke Show      | CBS        |            |
| Claudia McNeil §   | Mrs. Hill             | The Doctors and the Nurses  | CBS        |            |
| 1965 (17e)         | Geen prijs            | Geen prijs                  | Geen prijs | Geen prijs |
| 1966 (18e)         |                       |                             |            |            |
| Alice Pearce       | Gladys Kravitz        | Bewitched                   | ABC        |            |
| Rose Marie         | Sally Rogers          | The Dick Van Dyke Show      | CBS        |            |
| Agnes Moorehead    | Endora                | Bewitched                   | ABC        |            |
| 1967 (19e)         |                       |                             |            |            |
| Frances Bavier     | Aunt Bee              | The Andy Griffith Show      | CBS        |            |
| Nancy Kulp         | Jane Hathaway         | The Beverly Hillbillies     | CBS        |            |
| Marion Lorne       | Aunt Clara            | Bewitched                   | ABC        |            |
| 1968 (20e)         |                       |                             |            |            |
| Marion Lorne       | Aunt Clara            | Bewitched                   | ABC        |            |
| Agnes Moorehead    | Endora                | Bewitched                   | ABC        |            |
| Marge Redmond      | Sister Jacqueline     | The Flying Nun              | ABC        |            |
| Nita Talbot §      | Marya                 | Hogan's Heroes              | CBS        |            |
| 1969 (21e)         |                       |                             |            |            |
| Susan Saint James  | Peggy Maxwell         | The Name of the Game        | NBC        |            |
| Barbara Anderson   | Officer Eve Whitfield | Ironside                    | NBC        |            |
| Agnes Moorehead    | Endora                | Bewitched                   | ABC        |            |

### 1970-1979
| Jaar            | Actrice                   | Rol                        | Serie      | Zender |
| --------------- | ------------------------- | -------------------------- | ---------- | ------ |
| 1970 (22e)      |                           |                            |            |        |
| Karen Valentine | Miss Alice Johnson        | Room 222                   | ABC        |        |
| Agnes Moorehead | Endora                    | Bewitched                  | ABC        |        |
| Lurene Tuttle   | Hannah Yarby              | Julia                      | NBC        |        |
| 1971 (23e)      |                           |                            |            |        |
| Valerie Harper  | Rhoda Morgenstern         | The Mary Tyler Moore Show  | CBS        |        |
| Agnes Moorehead | Endora                    | Bewitched                  | ABC        |        |
| Karen Valentine | Miss Alice Johnston       | Room 222                   | ABC        |        |
| 1972 (24e)      |                           |                            |            |        |
| Valerie Harper  | Rhoda Morgenstern         | The Mary Tyler Moore Show  | CBS        |        |
| Sally Struthers | Gloria Stivic             | All in the Family          | CBS        |        |
| Cloris Leachman | Phyllis Lindstrom         | The Mary Tyler Moore Show  | CBS        |        |
| 1973 (25e)      |                           |                            |            |        |
| Valerie Harper  | Rhoda Morgenstern         | The Mary Tyler Moore Show  | CBS        |        |
| Cloris Leachman | Phyllis Lindstrom         | The Mary Tyler Moore Show  | CBS        |        |
| Sally Struthers | Gloria Stivic             | All in the Family          | CBS        |        |
| 1974 (26e)      |                           |                            |            |        |
| Cloris Leachman | Phyllis Lindstrom         | The Mary Tyler Moore Show  | CBS        |        |
| Sally Struthers | Gloria Stivic             | All in the Family          | CBS        |        |
| Loretta Swit    | Maj. Margaret Houlihan    | M*A*S*H                    | CBS        |        |
| Valerie Harper  | Rhoda Morgenstern         | The Mary Tyler Moore Show  | CBS        |        |
| 1975 (27e)      |                           |                            |            |        |
| Betty White     | Sue Ann Nivens            | The Mary Tyler Moore Show  | CBS        |        |
| Julie Kavner    | Brenda Morgenstern        | Rhoda                      | CBS        |        |
| Loretta Swit    | Maj. Margaret Houlihan    | M*A*S*H                    | CBS        |        |
| Nancy Walker    | Ida Morgenstern           | Rhoda                      | CBS        |        |
| 1976 (28e)      |                           |                            |            |        |
| Betty White     | Sue Ann Nivens            | The Mary Tyler Moore Show  | CBS        |        |
| Georgia Engel   | Georgette Franklin        | The Mary Tyler Moore Show  | CBS        |        |
| Julie Kavner    | Brenda Morgenstern        | Rhoda                      | CBS        |        |
| Loretta Swit    | Maj. Margaret Houlihan    | M*A*S*H                    | CBS        |        |
| Nancy Walker    | Ida Morgenstern           | Rhoda                      | CBS        |        |
| 1977 (29e)      |                           |                            |            |        |
| Mary Kay Place  | Loretta Haggers           | Mary Hartman, Mary Hartman | Syndicatie |        |
| Georgia Engel   | Georgette Franklin        | The Mary Tyler Moore Show  | CBS        |        |
| Julie Kavner    | Brenda Morgenstern        | Rhoda                      | CBS        |        |
| Loretta Swit    | Maj. Margaret Houlihan    | M*A*S*H                    | CBS        |        |
| Betty White     | Sue Ann Nivens            | The Mary Tyler Moore Show  | CBS        |        |
| 1978 (30e)      |                           |                            |            |        |
| Julie Kavner    | Brenda Morgenstern        | Rhoda                      | CBS        |        |
| Polly Holliday  | Florence Jean Castleberry | Alice                      | CBS        |        |
| Sally Struthers | Gloria Stivic             | All in the Family          | CBS        |        |
| Loretta Swit    | Maj. Margaret Houlihan    | M*A*S*H                    | CBS        |        |
| Nancy Walker    | Ida Morgenstern           | Rhoda                      | CBS        |        |
| 1979 (31e)      |                           |                            |            |        |
| Sally Struthers | Gloria Stivic             | All in the Family          | CBS        |        |
| Polly Holliday  | Florence Jean Castleberry | Alice                      | CBS        |        |
| Marion Ross     | Marion Cunningham         | Happy Days                 | ABC        |        |
| Loretta Swit    | Maj. Margaret Houlihan    | M*A*S*H                    | CBS        |        |

### 1980-1989
| Jaar                  | Actrice                   | Rol                   | Serie | Zender |
| --------------------- | ------------------------- | --------------------- | ----- | ------ |
| 1980 (32e)            |                           |                       |       |        |
| Loretta Swit          | Maj. Margaret Houlihan    | M*A*S*H               | CBS   |        |
| Loni Anderson         | Jennifer Marlowe          | WKRP in Cincinnati    | CBS   |        |
| Polly Holliday        | Florence Jean Castleberry | Alice                 | CBS   |        |
| Inga Swenson          | Gretchen Kraus            | Benson                | ABC   |        |
| 1981 (33e)            |                           |                       |       |        |
| Eileen Brennan        | Cpt. Doreen Lewis         | Private Benjamin      | CBS   |        |
| Loni Anderson         | Jennifer Marlowe          | WKRP in Cincinnati    | CBS   |        |
| Marla Gibbs           | Florence Johnston         | The Jeffersons        | CBS   |        |
| Anne Meara            | Veronica Rooney           | Archie Bunker's Place | CBS   |        |
| Loretta Swit          | Maj. Margaret Houlihan    | M*A*S*H               | CBS   |        |
| 1982 (34e)            |                           |                       |       |        |
| Loretta Swit          | Maj. Margaret Houlihan    | M*A*S*H               | CBS   |        |
| Eileen Brennan        | Cpt. Doreen Lewis         | Private Benjamin      | CBS   |        |
| Marla Gibbs           | Florence Johnston         | The Jeffersons        | CBS   |        |
| Andrea Martin         | Diverse personages        | SCTV Network          | NBC   |        |
| Anne Meara            | Veronica Rooney           | Archie Bunker's Place | CBS   |        |
| Inga Swenson          | Gretchen Kraus            | Benson                | ABC   |        |
| 1983 (35e)            |                           |                       |       |        |
| Carol Kane            | Simka Dahblitz            | Taxi                  | NBC   |        |
| Eileen Brennan        | Cpt. Doreen Lewis         | Private Benjamin      | CBS   |        |
| Marla Gibbs           | Florence Johnston         | The Jeffersons        | CBS   |        |
| Rhea Perlman          | Carla Tortelli            | Cheers                | NBC   |        |
| Loretta Swit          | Maj. Margaret Houlihan    | M*A*S*H               | CBS   |        |
| 1984 (36e)            |                           |                       |       |        |
| Rhea Perlman          | Carla Tortelli            | Cheers                | NBC   |        |
| Julia Duffy           | Stephanie Vanderkellen    | Newhart               | CBS   |        |
| Marla Gibbs           | Florence Johnston         | The Jeffersons        | CBS   |        |
| Paula Kelly           | Liz Williams              | Night Court           | NBC   |        |
| Marion Ross           | Marion Cunningham         | Happy Days            | ABC   |        |
| 1985 (37e)            |                           |                       |       |        |
| Rhea Perlman          | Carla Tortelli            | Cheers                | NBC   |        |
| Selma Diamond         | Selma Hacker              | Night Court           | NBC   |        |
| Julia Duffy           | Stephanie Vanderkellen    | Newhart               | CBS   |        |
| Marla Gibbs           | Florence Johnston         | The Jeffersons        | CBS   |        |
| Inga Swenson          | Gretchen Kraus            | Benson                | ABC   |        |
| 1986 (38e)            |                           |                       |       |        |
| Rhea Perlman          | Carla Tortelli            | Cheers                | NBC   |        |
| Justine Bateman       | Mallory Keaton            | Family Ties           | NBC   |        |
| Lisa Bonet            | Denise Huxtable           | The Cosby Show        | NBC   |        |
| Julia Duffy           | Stephanie Vanderkellen    | Newhart               | CBS   |        |
| Estelle Getty         | Sophia Petrillo           | The Golden Girls      | NBC   |        |
| Keshia Knight Pulliam | Rudy Huxtable             | The Cosby Show        | NBC   |        |
| 1987 (39e)            |                           |                       |       |        |
| Jackée Harry          | Sandra Clark              | 227                   | NBC   |        |
| Justine Bateman       | Mallory Keaton            | Family Ties           | NBC   |        |
| Julia Duffy           | Stephanie Vanderkellen    | Newhart               | CBS   |        |
| Estelle Getty         | Sophia Petrillo           | The Golden Girls      | NBC   |        |
| Rhea Perlman          | Carla Tortelli            | Cheers                | NBC   |        |
| 1988 (40e)            |                           |                       |       |        |
| Estelle Getty         | Sophia Petrillo           | The Golden Girls      | NBC   |        |
| Julia Duffy           | Stephanie Vanderkellen    | Newhart               | CBS   |        |
| Jackée Harry          | Sandra Clark              | 227                   | NBC   |        |
| Katherine Helmond     | Mona Robinson             | Who's the Boss?       | ABC   |        |
| Rhea Perlman          | Carla Tortelli            | Cheers                | NBC   |        |
| 1989 (41e)            |                           |                       |       |        |
| Rhea Perlman          | Carla Tortelli            | Cheers                | NBC   |        |
| Julia Duffy           | Stephanie Vanderkellen    | Newhart               | CBS   |        |
| Faith Ford            | Corky Sherwood            | Murphy Brown          | CBS   |        |
| Estelle Getty         | Sophia Petrillo           | The Golden Girls      | NBC   |        |
| Katherine Helmond     | Mona Robinson             | Who's the Boss?       | ABC   |        |

### 1990-1999
| Jaar                 | Actrice                                    | Rol                       | Serie |
| -------------------- | ------------------------------------------ | ------------------------- | ----- |
| 1990 (42e)           |                                            |                           |       |
| Bebe Neuwirth        | Dr. Lilith Sternin-Crane                   | Cheers                    |       |
| Julia Duffy          | Stephanie                                  | Newhart                   |       |
| Faith Ford           | Corky Sherwood                             | Murphy Brown              |       |
| Estelle Getty        | Sophia Petrillo                            | The Golden Girls          |       |
| Rhea Perlman         | Carla                                      | Cheers                    |       |
| 1991 (43e)           |                                            |                           |       |
| Bebe Neuwirth        | Dr. Lilith Sternin-Crane                   | Cheers                    |       |
| Elizabeth Ashley     | Frieda Evans                               | Evening Shade             |       |
| Faith Ford           | Corky Sherwood                             | Murphy Brown              |       |
| Estelle Getty        | Sophia Petrillo                            | The Golden Girls          |       |
| Rhea Perlman         | Carla Tortelli                             | Cheers                    |       |
| 1992 (44e)           |                                            |                           |       |
| Laurie Metcalf       | Jackie Harris                              | Roseanne                  |       |
| Faith Ford           | Corky Sherwood                             | Murphy Brown              |       |
| Estelle Getty        | Sophia Petrillo                            | The Golden Girls          |       |
| Alice Ghostley       | Bernice                                    | Designing Women           |       |
| Julia Louis-Dreyfus  | Elaine                                     | Seinfeld                  |       |
| Frances Sternhagen § | Esther Clavin                              | Cheers                    |       |
| 1993 (45e)           |                                            |                           |       |
| Laurie Metcalf       | Jackie Harris                              | Roseanne                  |       |
| Shelley Fabares      | Christine Armstrong                        | Coach                     |       |
| Sara Gilbert         | Darlene Conner                             | Roseanne                  |       |
| Julia Louis-Dreyfus  | Elaine Benes                               | Seinfeld                  |       |
| Rhea Perlman         | Carla Tortelli                             | Cheers                    |       |
| 1994 (46e)           |                                            |                           |       |
| Laurie Metcalf       | Jackie                                     | Roseanne                  |       |
| Shelley Fabares      | Christine Armstrong                        | Coach                     |       |
| Faith Ford           | Corky Sherwood                             | Murphy Brown              |       |
| Sara Gilbert         | Darlene                                    | Roseanne                  |       |
| Julia Louis-Dreyfus  | Elaine Benes                               | Seinfeld                  |       |
| Liz Torres           | Mahalia                                    | The John Larroquette Show |       |
| 1995 (47e)           |                                            |                           |       |
| Christine Baranski   | Maryann Thorpe                             | Cybill                    |       |
| Lisa Kudrow          | Phoebe Buffay                              | Friends                   |       |
| Julia Louis-Dreyfus  | Elaine Benes                               | Seinfeld                  |       |
| Laurie Metcalf       | Jackie                                     | Roseanne                  |       |
| Liz Torres           | Mahalia Sanchez                            | The John Larroquette Show |       |
| 1996 (48e)           |                                            |                           |       |
| Julia Louis-Dreyfus  | Elaine Benes                               | Seinfeld                  |       |
| Christine Baranski   | Maryann                                    | Cybill                    |       |
| Janeane Garofalo     | Paula                                      | The Larry Sanders Show    |       |
| Jayne Meadows        | Alice Morgan-DuPont-Sutton-Cushing-Ferruke | High Society              |       |
| Renée Taylor         | Sylvia Fine                                | The Nanny                 |       |
| 1997 (49e)           |                                            |                           |       |
| Kristen Johnston     | Sally Solomon                              | 3rd Rock from the Sun     |       |
| Christine Baranski   | Maryann Thorpe                             | Cybill                    |       |
| Janeane Garofalo     | Paula                                      | The Larry Sanders Show    |       |
| Lisa Kudrow          | Phoebe Buffay                              | Friends                   |       |
| Julia Louis-Dreyfus  | Elaine Benes                               | Seinfeld                  |       |
| 1998 (50e)           |                                            |                           |       |
| Lisa Kudrow          | Phoebe Buffay                              | Friends                   |       |
| Christine Baranski   | Maryann Thorpe                             | Cybill                    |       |
| Kristen Johnston     | Sally Solomon                              | 3rd Rock from the Sun     |       |
| Jane Leeves          | Daphne Moon                                | Frasier                   |       |
| Julia Louis-Dreyfus  | Elaine Benes                               | Seinfeld                  |       |
| 1999 (51e)           |                                            |                           |       |
| Kristen Johnston     | Sally Solomon                              | 3rd Rock from the Sun     |       |
| Lisa Kudrow          | Phoebe Buffay                              | Friends                   |       |
| Lucy Liu             | Ling Woo                                   | Ally McBeal               |       |
| Wendie Malick        | Nina Van Horn                              | Just Shoot Me!            |       |
| Doris Roberts        | Marie Barone                               | Everybody Loves Raymond   |       |

### 2000-2009
| Jaar              | Actrice            | Rol                     | Serie |
| ----------------- | ------------------ | ----------------------- | ----- |
| 2000 (52e)        |                    |                         |       |
| Megan Mullally    | Karen Walker       | Will & Grace            |       |
| Jennifer Aniston  | Rachel Green       | Friends                 |       |
| Kim Cattrall      | Samantha Jones     | Sex and the City        |       |
| Lisa Kudrow       | Phoebe Buffay      | Friends                 |       |
| Doris Roberts     | Marie Barone       | Everybody Loves Raymond |       |
| 2001 (53e)        |                    |                         |       |
| Doris Roberts     | Marie Barone       | Everybody Loves Raymond |       |
| Jennifer Aniston  | Rachel Green       | Friends                 |       |
| Kim Cattrall      | Samantha Jones     | Sex and the City        |       |
| Lisa Kudrow       | Phoebe Buffay      | Friends                 |       |
| Megan Mullally    | Karen Walker       | Will & Grace            |       |
| 2002 (54e)        |                    |                         |       |
| Doris Roberts     | Marie              | Everybody Loves Raymond |       |
| Kim Cattrall      | Samantha Jones     | Sex and the City        |       |
| Wendie Malick     | Nina Van Horn      | Just Shoot Me!          |       |
| Megan Mullally    | Karen Walker       | Will & Grace            |       |
| Cynthia Nixon     | Miranda Hobbes     | Sex and the City        |       |
| 2003 (55e)        |                    |                         |       |
| Doris Roberts     | Marie Barone       | Everybody Loves Raymond |       |
| Kim Cattrall      | Samantha Jones     | Sex and the City        |       |
| Cheryl Hines      | Cheryl David       | Curb Your Enthusiasm    |       |
| Megan Mullally    | Karen              | Will & Grace            |       |
| Cynthia Nixon     | Miranda Hobbes     | Sex and the City        |       |
| 2004 (56e)        |                    |                         |       |
| Cynthia Nixon     | Miranda Hobbes     | Sex and the City        |       |
| Kim Cattrall      | Samantha Jones     | Sex and the City        |       |
| Kristin Davis     | Charlotte York     | Sex and the City        |       |
| Megan Mullally    | Karen              | Will & Grace            |       |
| Doris Roberts     | Marie Barone       | Everybody Loves Raymond |       |
| 2005 (57e)        |                    |                         |       |
| Doris Roberts     | Marie Barone       | Everybody Loves Raymond |       |
| Conchata Ferrell  | Berta              | Two and a Half Men      |       |
| Megan Mullally    | Karen Walker       | Will & Grace            |       |
| Holland Taylor    | Evelyn Harper      | Two and a Half Men      |       |
| Jessica Walter    | Lucille Bluth      | Arrested Development    |       |
| 2006 (58e)        |                    |                         |       |
| Megan Mullally    | Karen Walker       | Will & Grace            |       |
| Cheryl Hines      | Cheryl David       | Curb Your Enthusiasm    |       |
| Elizabeth Perkins | Celia Hodes        | Weeds                   |       |
| Jaime Pressly     | Joy                | My Name Is Earl         |       |
| Alfre Woodard     | Betty Applewhite   | Desperate Housewives    |       |
| 2007 (59e)        |                    |                         |       |
| Jaime Pressly     | Joy Turner         | My Name Is Earl         |       |
| Conchata Ferrell  | Berta              | Two and a Half Men      |       |
| Jenna Fischer     | Pam Beesly         | The Office              |       |
| Elizabeth Perkins | Celia Hodes        | Weeds                   |       |
| Holland Taylor    | Evelyn Harper      | Two and a Half Men      |       |
| Vanessa Williams  | Wilhelmina Slater  | Ugly Betty              |       |
| 2008 (60e)        |                    |                         |       |
| Jean Smart        | Regina Newly       | Samantha Who?           |       |
| Kristin Chenoweth | Olive Snook        | Pushing Daisies         |       |
| Amy Poehler       | Diverse personages | Saturday Night Live     |       |
| Holland Taylor    | Evelyn Harper      | Two and a Half Men      |       |
| Vanessa Williams  | Wilhelmina Slater  | Ugly Betty              |       |
| 2009 (61e)        |                    |                         |       |
| Kristin Chenoweth | Olive Snook        | Pushing Daisies         |       |
| Jane Krakowski    | Jenna Maroney      | 30 Rock                 |       |
| Elizabeth Perkins | Celia Hodes        | Weeds                   |       |
| Amy Poehler       | Diverse personages | Saturday Night Live     |       |
| Kristen Wiig      | Diverse personages | Saturday Night Live     |       |
| Vanessa Williams  | Wilhelmina Slater  | Ugly Betty              |       |

### 2010-2019
| Jaar            | Actrice                  | Rol                       | Serie |
| --------------- | ------------------------ | ------------------------- | ----- |
| 2010 (62e)      |                          |                           |       |
| Jane Lynch      | Sue Sylvester            | Glee                      |       |
| Julie Bowen     | Claire Dunphy            | Modern Family             |       |
| Jane Krakowski  | Jenna Maroney            | 30 Rock                   |       |
| Holland Taylor  | Evelyn Harper            | Two and a Half Men        |       |
| Sofía Vergara   | Gloria Delgado-Pritchett | Modern Family             |       |
| Kristen Wiig    | Diverse personages       | Saturday Night Live       |       |
| 2011 (63e)      |                          |                           |       |
| Julie Bowen     | Claire Dunphy            | Modern Family             |       |
| Jane Krakowski  | Jenna Maroney            | 30 Rock                   |       |
| Jane Lynch      | Sue Sylvester            | Glee                      |       |
| Sofía Vergara   | Gloria Delgado-Pritchett | Modern Family             |       |
| Betty White     | Elka Ostrovsky           | Hot in Cleveland          |       |
| Kristen Wiig    | Diverse personages       | Saturday Night Live       |       |
| 2012 (64e)      |                          |                           |       |
| Julie Bowen     | Claire Dunphy            | Modern Family             |       |
| Mayim Bialik    | Amy Farrah Fowler        | The Big Bang Theory       |       |
| Kathryn Joosten | Karen McCluskey          | Desperate Housewives      |       |
| Sofía Vergara   | Gloria Delgado-Pritchett | Modern Family             |       |
| Merritt Wever   | Zoey Barkow              | Nurse Jackie              |       |
| Kristen Wiig    | Diverse personages       | Saturday Night Live       |       |
| 2013 (65e)      |                          |                           |       |
| Merritt Wever   | Zoey Barkow              | Nurse Jackie              |       |
| Mayim Bialik    | Amy Farrah Fowler        | The Big Bang Theory       |       |
| Julie Bowen     | Claire Dunphy            | Modern Family             |       |
| Anna Chlumsky   | Amy Brookheimer          | Veep                      |       |
| Jane Krakowski  | Jenna Maroney            | 30 Rock                   |       |
| Jane Lynch      | Sue Sylvester            | Glee                      |       |
| Sofía Vergara   | Gloria Pritchett         | Modern Family             |       |
| 2014 (66e)      |                          |                           |       |
| Allison Janney  | Bonnie                   | Mom                       |       |
| Mayim Bialik    | Amy Farrah Fowler        | The Big Bang Theory       |       |
| Julie Bowen     | Claire Dunphy            | Modern Family             |       |
| Anna Chlumsky   | Amy Brookheimer          | Veep                      |       |
| Kate McKinnon   | Diverse personages       | Saturday Night Live       |       |
| Kate Mulgrew    | Galina "Red" Reznikov    | Orange Is the New Black   |       |
| 2015 (67e)      |                          |                           |       |
| Allison Janney  | Bonnie                   | Mom                       |       |
| Mayim Bialik    | Amy Farrah Fowler        | The Big Bang Theory       |       |
| Julie Bowen     | Claire Dunphy            | Modern Family             |       |
| Anna Chlumsky   | Amy Brookheimer          | Veep                      |       |
| Gaby Hoffmann   | Ali Pfefferman           | Transparent               |       |
| Jane Krakowski  | Jacqueline Voorhees      | Unbreakable Kimmy Schmidt |       |
| Kate McKinnon   | Diverse personages       | Saturday Night Live       |       |
| Niecy Nash      | Denise "Didi" Ortley     | Getting On                |       |
| 2016 (68e)      |                          |                           |       |
| Kate McKinnon   | Diverse personages       | Saturday Night Live       |       |
| Anna Chlumsky   | Amy Brookheimer          | Veep                      |       |
| Gaby Hoffmann   | Ali Pfefferman           | Transparent               |       |
| Allison Janney  | Bonnie                   | Mom                       |       |
| Judith Light    | Shelly Pfefferman        | Transparent               |       |
| Niecy Nash      | Didi Ortley              | Getting On                |       |
| 2017 (69e)      |                          |                           |       |
| Kate McKinnon   | Diverse personages       | Saturday Night Live       |       |
| Vanessa Bayer   | Diverse personages       | Saturday Night Live       |       |
| Anna Chlumsky   | Amy Brookheimer          | Veep                      |       |
| Kathryn Hahn    | Raquel Fein              | Transparent               |       |
| Leslie Jones    | Diverse personages       | Saturday Night Live       |       |
| Judith Light    | Shelly Pfefferman        | Transparent               |       |
| 2018 (70e)      |                          |                           |       |
| Alex Borstein   | Susie                    | The Marvelous Mrs. Maisel |       |
| Zazie Beetz     | Van                      | Atlanta                   |       |
| Aidy Bryant     | Diverse personages       | Saturday Night Live       |       |
| Betty Gilpin    | Debbie Eagan             | GLOW                      |       |
| Leslie Jones    | Diverse personages       | Saturday Night Live       |       |
| Kate McKinnon   | Diverse personages       | Saturday Night Live       |       |
| Laurie Metcalf  | Jackie Harris            | Roseanne                  |       |
| Megan Mullally  | Karen Walker             | Will & Grace              |       |
| 2019 (71e)      |                          |                           |       |
| Alex Borstein   | Susie Myerson            | The Marvelous Mrs. Maisel |       |
| Anna Chlumsky   | Amy Brookheimer          | Veep                      |       |
| Sian Clifford   | Claire                   | Fleabag                   |       |
| Olivia Colman   | Godmother                | Fleabag                   |       |
| Betty Gilpin    | Debbie Eagan             | GLOW                      |       |
| Sarah Goldberg  | Sally Reed               | Barry                     |       |
| Marin Hinkle    | Rose Weissman            | The Marvelous Mrs. Maisel |       |
| Kate McKinnon   | Diverse personages       | Saturday Night Live       |       |

### 2020-2029
| Jaar              | Actrice               | Rol                          | Serie |
| ----------------- | --------------------- | ---------------------------- | ----- |
| 2020 (72e)        |                       |                              |       |
| Annie Murphy      | Alexis Rose           | Schitt's Creek               |       |
| Alex Borstein     | Susie Myerson         | The Marvelous Mrs. Maisel    |       |
| D'Arcy Carden     | Janet                 | The Good Place               |       |
| Betty Gilpin      | Debbie Eagan          | GLOW                         |       |
| Marin Hinkle      | Rose Weissman         | The Marvelous Mrs. Maisel    |       |
| Kate McKinnon     | Diverse personages    | Saturday Night Live          |       |
| Yvonne Orji       | Molly                 | Insecure                     |       |
| Cecily Strong     | Diverse personages    | Saturday Night Live          |       |
| 2021 (73e)        |                       |                              |       |
| Hannah Waddingham | Rebecca Welton        | Ted Lasso                    |       |
| Aidy Bryant       | Diverse personages    | Saturday Night Live          |       |
| Hannah Einbinder  | Ava Daniels           | Hacks                        |       |
| Kate McKinnon     | Diverse personages    | Saturday Night Live          |       |
| Rosie Perez       | Megan Briscoe         | The Flight Attendant         |       |
| Cecily Strong     | Diverse personages    | Saturday Night Live          |       |
| Juno Temple       | Keeley Jones          | Ted Lasso                    |       |
| 2022 (74e)        |                       |                              |       |
| Sheryl Lee Ralph  | Barbara Howard        | Abbott Elementary            |       |
| Alex Borstein     | Susie Myerson         | The Marvelous Mrs. Maisel    |       |
| Hannah Einbinder  | Ava Daniels           | Hacks                        |       |
| Janelle James     | Ava Coleman           | Abbott Elementary            |       |
| Kate McKinnon     | Diverse personages    | Saturday Night Live          |       |
| Sarah Niles       | Dr. Sharon Fieldstone | Ted Lasso                    |       |
| Juno Temple       | Keeley Jones          | Ted Lasso                    |       |
| Hannah Waddingham | Rebecca Welton        | Ted Lasso                    |       |
| 2023 (75e)        |                       |                              |       |
| Ayo Edebiri       | Sydney Adamu          | The Bear                     |       |
| Alex Borstein     | Susie Myerson         | The Marvelous Mrs. Maisel    |       |
| Janelle James     | Ava Coleman           | Abbott Elementary            |       |
| Sheryl Lee Ralph  | Barbara Howard        | Abbott Elementary            |       |
| Juno Temple       | Keeley Jones          | Ted Lasso                    |       |
| Hannah Waddingham | Rebecca Welton        | Ted Lasso                    |       |
| Jessica Williams  | Gaby                  | Shrinking                    |       |
| 2024 (76e)        |                       |                              |       |
| Liza Colón-Zayas  | Tina                  | The Bear                     |       |
| Carol Burnett     | Norma Dellacorte      | Palm Royale                  |       |
| Hannah Einbinder  | Ava Daniels           | Hacks                        |       |
| Janelle James     | Ava Coleman           | Abbott Elementary            |       |
| Sheryl Lee Ralph  | Barbara Howard        | Abbott Elementary            |       |
| Meryl Streep      | Loretta Durkin        | Only Murders in the Building |       |
| 2025 (77e)        |                       |                              |       |
| Liza Colón-Zayas  | Tina                  | The Bear                     |       |
| Hannah Einbinder  | Ava Daniels           | Hacks                        |       |
| Kathryn Hahn      | Maya Mason            | The Studio                   |       |
| Janelle James     | Ava Coleman           | Abbott Elementary            |       |
| Catherine O'Hara  | Patty Leigh           | The Studio                   |       |
| Sheryl Lee Ralph  | Barbara Howard        | Abbott Elementary            |       |
| Jessica Williams  | Gaby                  | Shrinking                    |       |

## Records
| Records voor beste vrouwelijke bijrol in een komedieserie | Records voor beste vrouwelijke bijrol in een komedieserie |
| --------------------------------------------------------- | --------------------------------------------------------- |
| Actrice met de meeste overwinningen                       | Rhea Perlman, Doris Roberts (4)                           |
| Actrice met de meeste nominaties                          | Rhea Perlman, Loretta Swit (10)                           |
| Actrice met de meeste nominaties zonder ooit te winnen    | Julia Duffy (7)                                           |